# Крутова Євгенія Сергіївна
Євгенія Сергіївна Крутова (21 грудня 1920, Труйова Маза, Вольський повіт, Саратовська губернія — 1 серпня 1943, у села Руське, Кримський район, Краснодарський край) — радянська військова льотчиця; командир ланки 46-го гвардійського нічного бомбардувального авіаційного полку 325-ї нічної бомбардувальної авіаційної дивізії 4-ї повітряної армії 2-го Білоруського фронту, гвардії молодший лейтенант.

## Біографія

### Походження
Народилася в грудні 1920 року в селі Труйова Маза Вольського повіту Саратовської губернії в родині селянина Крутова Сергія Івановича. У родині була четвертою дочкою. Після неї народилося ще двоє дітей, а старші померли.
У селі з семи років стала ходити в школу, там вона закінчила два класи. У 1930 році батько з усією родиною виїхав на будівництво в місто Саратов. У Саратові Женя закінчила третій клас. До цього часу батько отримав направлення на роботу в Оренбурзьку область на станцію Донгуз, школи на будівництві не було і Женя ходила в радгоспну школу щодня за чотири кілометри по відкритому степу. Тут її прийняли до піонерів.
У 1933 році Женя закінчила радгоспну п'ятирічну школу. Шостий клас вона закінчувала в місті Оренбурзі, де для неї зняли кімнату. У 1934 році помер батько, і мати Жені з усією родиною переїхала в місто Чебоксари.

### Життя та навчання в Чебоксарах
Женя провчилася ще два роки в школі № 1 міста Чебоксари. Тут її прийняли до комсомолу. Закінчивши восьмий клас, вона вирішила залишити школу, так як мати на свій невеликий заробіток не могла вчити всіх трьох дітей. У 1937 році Женя пішла на курси стенографії та машинопису.
У Чебоксарах був аероклуб, де в курсанти приймали й дівчат. Продовжуючи навчання на курсах стенографії, вона почала займатися і в аероклубі імені Героя Радянського Союзу А. Ляпидевського. Викладач аероклубу Петро Шипунов розповідав: «Женя Крутова поступила до аероклубу в 1936 році. <…> Днем літали, ввечері вивчали теорію. Женя особливо запам'яталася мені. Вона зазвичай сиділа за першою партою, з жадібністю ловила кожне слово викладача. <…> Вона беззавітно любила небо, була сміливою, рішучою. З ранку до пізнього вечора перебувала вона на льотному полі — літала сама, вчила літати інших. І так до самої війни».
Як одну з кращих, Женю Крутову в 1938 році направили на навчання в Коктебельську школу льотчиків-інструкторів. Через рік знову повертається в Чебоксари вже інструктором-льотчиком в аероклуб, Женя навчила 21 курсанта.

### Участь в Німецько-Радянській війні
У Другій Світовій війні Женя Крутова брала участь з травня 1942 року в складі 588-го нічного легкобомбардувального авіаційного полку на Південному, Закавказькому і Північно-Кавказькому фронтах.
Однополчанка Тамара Панькова розповідала: «У різних перепетіях бувала Крутова. Мало хто з льотчиць могли зрівнятися з нею в майстерності пілотування і бомбометання. За зразкове виконання чергового завдання її нагородили орденом Червоної Зірки. […] Люди тягнулися до неї, як до вогника. Коли наш полк удостоївся гвардійського звання, обіймаючи дівчат, Женя жартувала: „Хіба ми схожі на гвардійців? У гвардійців вусища, чуби і шпори…“»
З травня 1943 року полк базувався в станиці Івановська. Звідти в ніч з 31 липня на 1 серпня і вилетів на бойове завдання в складі ескадрильї Тетяни Макарової екіпаж Крутової—Салікової. 

 
Загинула в ніч з 31 липня на 1 серпня 1943 року під час виконання бойового завдання. 1 серпня 1943 року були збиті і заживо згоріли в літаку командир екіпажу двадцятидвохрічна Женя і її штурман Олена Саликова. Похована в братській могилі в селі Руське. 
 У злощасну ніч на 1 серпня противник вперше застосував нову тактику. Ми нічого не знали про це, і екіпажі вилетіли на бойове завдання зі звичайним інтервалом в три-п'ять хвилин. Ескадрилья лейтенанта Тетяни Макарової піднялася першою… 
… Уже на підході до цілі мені кинулася в очі дивна робота ворожих прожекторів: вони то включалися, то вимикалися, а зенітного вогню чомусь не було. Тиша ставала зловісної. Здавалося, вона згущується, як густішала темрява непроглядної ночі.
«Може, перші екіпажі ще не дійшли до мети?» — подумала я. Але тут попереду, прямо по курсу, в променях прожекторів показався У-2. Судячи з часу; це був літак командира ланки Євгенії Крутової. Її екіпаж вилетів третім. Штурман Олена Салікова скинула САБ. Яскравий факел повис в повітрі на маленькому парашуті і освітив місцевість. Стало ясно. Миттєво один за іншим; включилися прожектори противника і стали нишпорити по небу. Один з них, найяскравіший і широкий, схопив машину Жені Крутової, інші прожектори приєдналися до нього. Ми чекали, що ось-ось, як завжди, заговорять зенітки. Але вони вперто мовчали. Маленький літак метався в променях прожекторів. Женя Крутова, відмінний льотчик, намагалася вирватися з чіпких щупалець, але промені наполегливо тримали машину. І раптом гнітючу тишу розірвали черзі скорострільних авіаційних гармат. До літака Крутової звідкись із темряви простяглися світяться ланцюжка снарядів. Підлетів впритул фашистський винищувач холоднокровно бив короткими чергами, в упор розстрілюючи безпорадний У-2.
Це і була нова тактика ворога. Жертвами її стали наші подруги, що вилетіли першими на завдання. Ціною свого життя вони дали можливість тим, хто летів слідом, вжити за кілька дорогоцінних хвилин термінові контрзаходи.

Загорілася права площина машини Жені Крутової — літак почав швидко падати. Але, навіть падаючи, Женя все ще вела боротьбу. Їй вдалося збити полум'я і ввести літак в ковзання. Однак вогонь підбирався все ближче до мотора. Перед самою землею з штурманської кабіни вилетіла червона ракета. В ту ж хвилину У-2 величезним палаючим факелом врізався в землю … 
… Ворожі прожектори погасли. Тільки літак Жені Крутової і Олени Салікової яскраво палахкотів на землі… (Чечнева М. П. «Небо остаётся нашим» / “Небо залишається нашим„)

### Пошуки місця загибелі
Довгий час про долю дівчат точно нічого не знали. Лише після війни комісару полку Євдокії Рачкевич вдалося знайти свідка того нічного бою. Нею виявилася Надія Герасимівна Кузнєцова, яка в дитинстві жила на Кубані. Вона розповіла, що бачила як горів і впав літак; через деякий час вони з сестрою пробралися до місця катастрофи. 
Літак був сильно понівечений. Поруч лежали дві мертві дівчата в льотних комбінезонах. Одна висока, широка в плечах, чорнява. Інша — невелика, тендітна, блондинка. Шоломи й ремені з пістолетами були з них вже знято, ймовірно гітлерівцями.
Надя прокралася в напівзгоріле село. Повернулася з лопатою і шматком матерії. Дівчата перенесли льотчиць в неглибокий окоп, який був поблизу, накрили нею обличчя і швидко закопали…

Коли Євдокія Яківна розклала на столі фотографії льотчиків і штурманів, загиблих в ту ніч, Надія Герасимівна Кузнєцова без коливань вказала на знімок Жені Крутової і сказала, що це одна з двох дівчат, яких вона з сестрою поховала в полі за селом. (М. Чечнева)
Пізніше останки льотчиць були перепоховані в братській могилі на майдані в селі Руське Краснодарського краю.

## Нагороди
- Орден Вітчизняної війни II ступеня (1943, посмертно)[5]
- Орден Червоної Зірки[6]

## Пам'ять

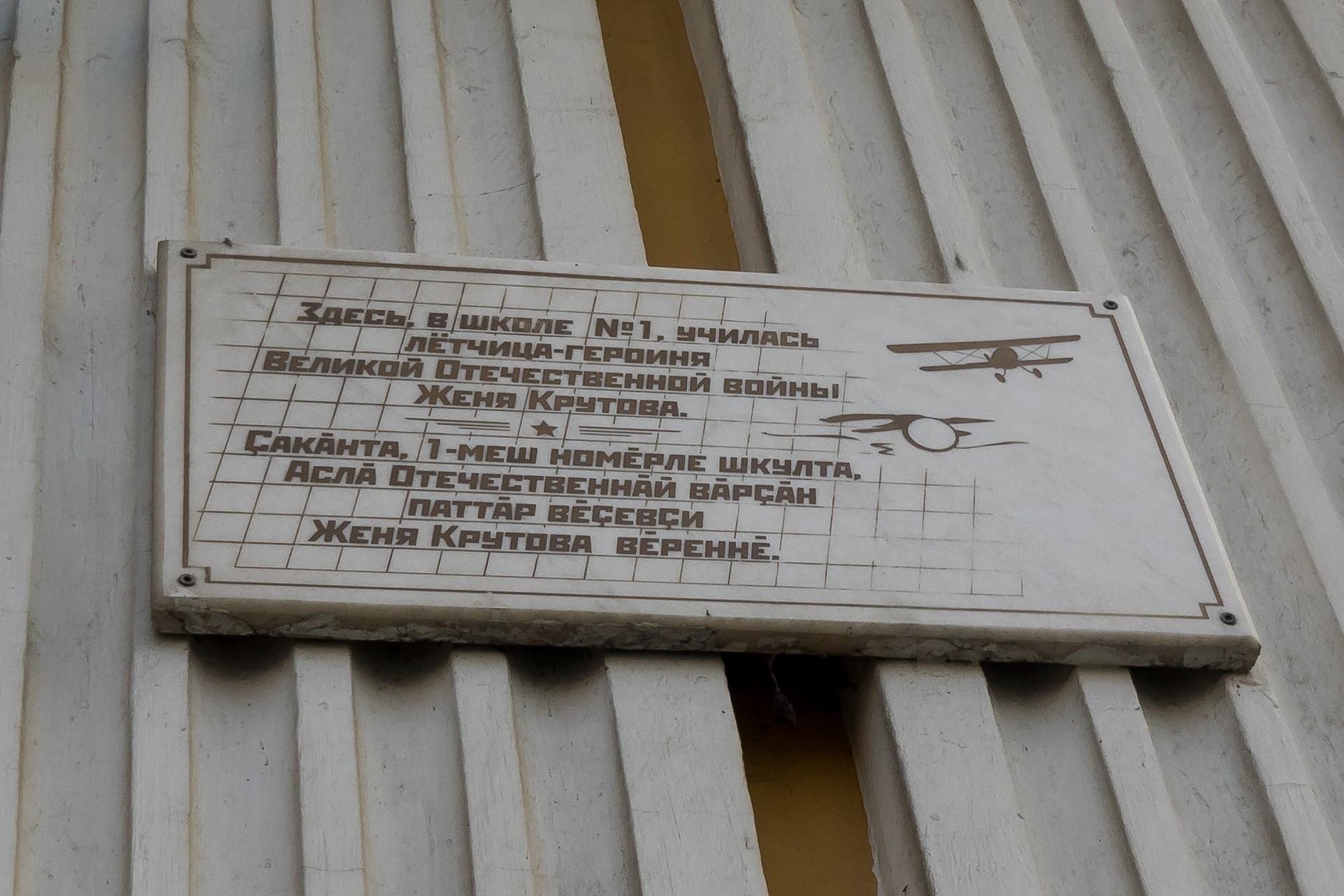
Пам'ятна дошка з ім'ям Жені Крутової

- 30 січня 1964 року в Новочебоксарске Чуваської АРСР в честь льотчиці названа вулиця; на будинку № 10 по вулиці Ж. Крутової встановлена мармурова меморіальна плита.
- У Чебоксарах на стіні будівлі, де розташовувалася школа № 1 (вул. Ленінградська, 22), є пам'ятна дошка з ім'ям Жені Крутової;
- Вулиця, названа на честь Жені Крутової, є в селі Руське Кримського району Краснодарського краю.
- Женя Крутова — героїня художньо-документальної повісті «От заката до рассвета» (“Від заходу до світанку„)[ru].